# Новинки (Брестская область)
Нови́нки (бел. Навінкі) — деревня в Барановичском районе Брестской области Белоруссии. Входит в состав Городищенского сельсовета. Население — 4 человека (2023).

## География
Расположена в 28 км по автодорогам к северо-западу от центра Барановичей, на расстоянии 13 км по автодорогам к юго-западу от центра сельсовета, городского посёлка Городище. К западу от деревни протекает река Мышанка.

## История
В 1897 году — деревня Городищенской волости Новогрудского уезда Минской губернии, 20 дворов. В 1909 году — 25 дворов.
После Рижского мирного договора 1921 года — в составе Городищенской гмины Новогрудского повета Новогрудского воеводства Польши, 16 дворов.
С 1939 года — в составе БССР, с конца июня 1941 года до начала июля 1944 года оккупирована немецко-фашистскими войсками. Разрушено 23 дома.
В 1940–62 годах — в Городищенском районе Барановичской, с 1954 года Брестской области. Затем передана Барановичскому району.
В 2013 году передана из упразднённого Гирмантовского сельсовета в Городищенский.

## Население
По состоянию на 1 января 2023 года в деревне проживало 4 человека в 4 хозяйствах, в том числе 0 моложе трудоспособного возраста, 3 — в трудоспособном возрасте и 1 — старше трудоспособного возраста. 
| Численность населения (по переписи) | Численность населения (по переписи) | Численность населения (по переписи) | Численность населения (по переписи) | Численность населения (по переписи) | Численность населения (по переписи) | Численность населения (по переписи) |
| 1897                                | 1909                                | 1921                                | 1959                                | 1999                                | 2009                                | 2019                                |
| ----------------------------------- | ----------------------------------- | ----------------------------------- | ----------------------------------- | ----------------------------------- | ----------------------------------- | ----------------------------------- |
| 112                                 | ↗154                                | ↘81                                 | ↗146                                | ↘13                                 | ↘5                                  | ↗6                                  |